# František Pospíšil
František Pospíšil (Unhošť, 6 aprile 1944) è un ex hockeista su ghiaccio ceco, fino al 1992 cecoslovacco.

## Palmarès

### Olimpiadi invernali
- 3 medaglie[1]:
  - 2 argenti (Grenoble 1968; Innsbruck 1976)
  - 1 bronzo (Sapporo 1972)

### Mondiali
- 10 medaglie[1]:
  - 3 ori (Praga 1972; Katowice 1976; Vienna 1977)
  - 4 argenti (Grenoble 1968; Berna 1971; Hesingfors 1974; Monaco di Baviera/Düsseldorf 1975)
  - 3 bronzi (Stoccolma 1969; Stoccolma 1969; Mosca 1973)